# 小澤さとる
小澤 さとる（おざわ さとる、1936年2月3日 - ）は、漫画家。埼玉県川口市出身。北海道函館市在住。本名：小沢暁。別名：小沢さとる・北沢力。代表作に潜水艦漫画『サブマリン707』、アニメ化された『青の6号』など。名義に「小澤さとる」と「小沢さとる」があるが意図して少年向けには「小沢さとる」を、青年向けには「小澤さとる」を使用している。海洋SF漫画の先駆者で、多くの漫画家・アニメーターに影響を与えている。ヒット商品となった「ロボダッチ」や「チョロQ」の開発にも携わり、生みの親として知られる。

## 経歴
1950年代半ば、高校在学中にアルバイトを探していた際、知り合いの編集者に「君、器用だから やってみないか」と手塚治虫のアシスタント業務を紹介され、「製図ができるならベタも塗れるだろう」とアシスタントを務める。アルバイト先はトキワ荘ではなく、手塚が当時仕事場にしていた旅館であった。旅館の大部屋では石ノ森章太郎、松本零士、 桑田次郎、 横山光輝が作業しており、小澤は小部屋で一人、色塗りなどした。一人で作業をしていたため、編集者は何も知らず、「手塚先生の秘密兵器か」などと勘違いされたという。
立教大学在学中の1957年『ルミ死なないで』で漫画家デビュー。
漫画業には興味がないところを編集者陣から必死の説得により、川口工業高校在学中から漫画を発表。「夏休みと正月休みだけは外せない」と交渉し、一時は手塚治虫の数倍の原稿料を得る。少女漫画、忍者ものも手がけていたほか、艦船ものについては漫画界の先駆者といえる存在となった。昭和38年に発表された『サブマリン707』シリーズで一世を風靡した。1970年代に人気を集めた今井科学のプラモデル・ロボダッチのキャラクターデザインと原作も手がけていた。
本業はエンジニアであり、漫画は副業だった。新日本製鐵、日野自動車などの企業を渡り歩いて、主にシステムメンテナンスを担当していた。
その後十二指腸潰瘍を発症し、転業、転地療養を医師から申し渡された事から、1970年代以降は漫画家としての仕事量を減らしている。
1983年に交通事故に遭い、エンジニアとしての本業も辞める事となる。直後はペンすら持てないほどの半身麻痺状態であり、執筆活動を断念。
しかしその後、驚異的に回復し、1992年に『サブマリン707F（FUSION）』で執筆活動に復帰。
1988年から北海道紋別郡遠軽町に居を構えており、2007年12月に函館市に転居。
2003年日経キャラクターズにて『新サブマリン707 2万3千年の航海』を連載。

## 作品リスト
- 「ルミ死なないで」（「少女」誌、1957年）　※　雑誌デビュー作
- 「海底戦隊」（「少年ブック」連載）
- 少年台風
- 少年タイフーン
- 冒険日本号
- エムエム三太
- サブマリン707（週刊少年サンデー 1963 - 1965年）
  - サブマリン707F
  - 「サブマリン707・ゾーン」
- 青の6号
  - 青の6号 AO6
- サイビート
- 宇宙人ロック
- Dマック
- 飛行潜サブマック
- アストロD
- スキップレッド
- ハントムX
- ジャイアントロボ- 横山光輝と共作（12話まで） 。
- 黄色い零戦―イエロー・ファイター（1988年）
- タイドライン・ブルー（TVアニメ）- 共同原作。
- 烈剣五郎
- 烈火烈風
- 二つ伊賀
- 丹下左膳
- 「風は七いろ」
- 「サンダーピック」
- スペース西遊記ロボット59

## 商品デザイン
- ロボダッチ（プラモデル） - キャラクターデザインと原作を担当、今井科学から発売
- ロボットそん59（プラモデル） - キャラクターデザインと原作を担当、タカラから発売、「スペース西遊記ロボット59」とは別に、リッキー谷内の作画による漫画版もあり

## その他
- 2002年2月26日にNHK-BS2のBSマンガ夜話に『青の6号』が取り上げられた。

- パンローリング社マンガショップより、2010年12月「エムエム三太」全2巻、2011年2月「丹下左膳」、2012年6月「青の6号」全2巻、2013年1月「少年台風」全3巻、として復刻された。

## アシスタント
- 平山良二（現・藤原良二） - アニメーション業界に入り『無敵超人ザンボット3』のメカデザインを手掛けた後、『無敵鋼人ダイターン3』、『機動戦士ガンダム』以降はアニメ演出家として活動している。
- 久松文雄 - 代表作「スーパージェッター」「ガボテン島」
- 蛭田充 - 代表作「七〇式戦闘機」、『無敵超人ザンボット3』メカ・ブーストデザイン。